# Jon Runyan
Jon Daniel Runyan (født 27. november 1973 i Flint, Michigan, USA) er amerikansk politiker og tidligere amerikansk footballspiller. 
Han er tidligere medlem af Repræsentanternes Hus for Det Republikanske Parti.
Som fodboldspiller spillede han i NFL som offensive tackle. Han blev draftet til ligaen tilbage i 1996 og spillede for Tennessee Titans, Philadelphia Eagles og San Diego Chargers. Runyan var en del af det Philadelphia Eagles-hold, der i 2005 spillede sig frem til Super Bowl XXXIX. Her måtte man dog se sig besejret af New England Patriots. En enkelt gang er Runyan blevet udtaget til Pro Bowl, NFL's All Star-kamp.

## Klubber
- 1996-1999: Tennessee Titans
- 2000-2008: Philadelphia Eagles
- 2009: San Diego Chargers